# Anthien
Anthien est une commune française située dans le département de la Nièvre, en région Bourgogne-Franche-Comté.

## Géographie

### Hameaux
- Villemolin, (Villa Molini)-

Cette seigneurie fut au XVe siècle, la propriété de la Maison de Corcelle ou de La Courcelle. Marguerite la porta par son mariage en 1460, à Guillaume de Champignolle. Leur fille Guillemette, épousa N. de Bascoing, dont la fille Barbe la transmit à la  Maison de Certaines, en 1538, par son mariage avec Etienne de Certaines et n'en est plus sortie depuis cette date. Cette seigneurie en toute justice, dans la mouvance du comté de Château-Chinon, faisait autrefois partie des domaines de Corbon. Le château de Villemolin, remplaça une villa romaine.

### Climat
Pour des articles plus généraux, voir Climat de la Bourgogne-Franche-Comté et Climat de la Nièvre.
En 2010, le climat de la commune est de type climat océanique dégradé des plaines du Centre et du Nord, selon une étude du Centre national de la recherche scientifique s'appuyant sur une série de données couvrant la période 1971-2000. En 2020, Météo-France publie une typologie des climats de la France métropolitaine dans laquelle la commune est exposée à un climat océanique altéré et est dans une zone de transition entre les régions climatiques « Lorraine, plateau de Langres, Morvan » et « Centre et contreforts nord du Massif Central ».
Pour la période 1971-2000, la température annuelle moyenne est de 10,9 °C, avec une amplitude thermique annuelle de 16,1 °C. Le cumul annuel moyen de précipitations est de 928 mm, avec 12,6 jours de précipitations en janvier et 8,3 jours en juillet. Pour la période 1991-2020, la température moyenne annuelle observée sur la station météorologique de Météo-France la plus proche, « Lormes_sapc », sur la commune de Lormes à 6 km à vol d'oiseau, est de 11,2 °C et le cumul annuel moyen de précipitations est de 1 071,3 mm. 
La température maximale relevée sur cette station est de 40,7 °C, atteinte le 25 juillet 2019 ; la température minimale est de −18,1 °C, atteinte le 12 janvier 1987,,.
Les paramètres climatiques de la commune ont été estimés pour le milieu du siècle (2041-2070) selon différents scénarios d'émission de gaz à effet de serre à partir des nouvelles projections climatiques de référence DRIAS-2020. Ils sont consultables sur un site dédié publié par Météo-France en novembre 2022.

## Urbanisme

### Typologie
Au 1er janvier 2024, Anthien est catégorisée commune rurale à habitat très dispersé, selon la nouvelle grille communale de densité à sept niveaux définie par l'Insee en 2022.
Elle est située hors unité urbaine et hors attraction des villes,.

### Occupation des sols
L'occupation des sols de la commune, telle qu'elle ressort de la base de données européenne d’occupation biophysique des sols Corine Land Cover (CLC), est marquée par l'importance des territoires agricoles (90,5 % en 2018), une proportion identique à celle de 1990 (90,5 %). La répartition détaillée en 2018 est la suivante : prairies (75,5 %), terres arables (15 %), forêts (9,5 %). L'évolution de l’occupation des sols de la commune et de ses infrastructures peut être observée sur les différentes représentations cartographiques du territoire : la carte de Cassini (XVIIIe siècle), la carte d'état-major (1820-1866) et les cartes ou photos aériennes de l'IGN pour la période actuelle (1950 à aujourd'hui).

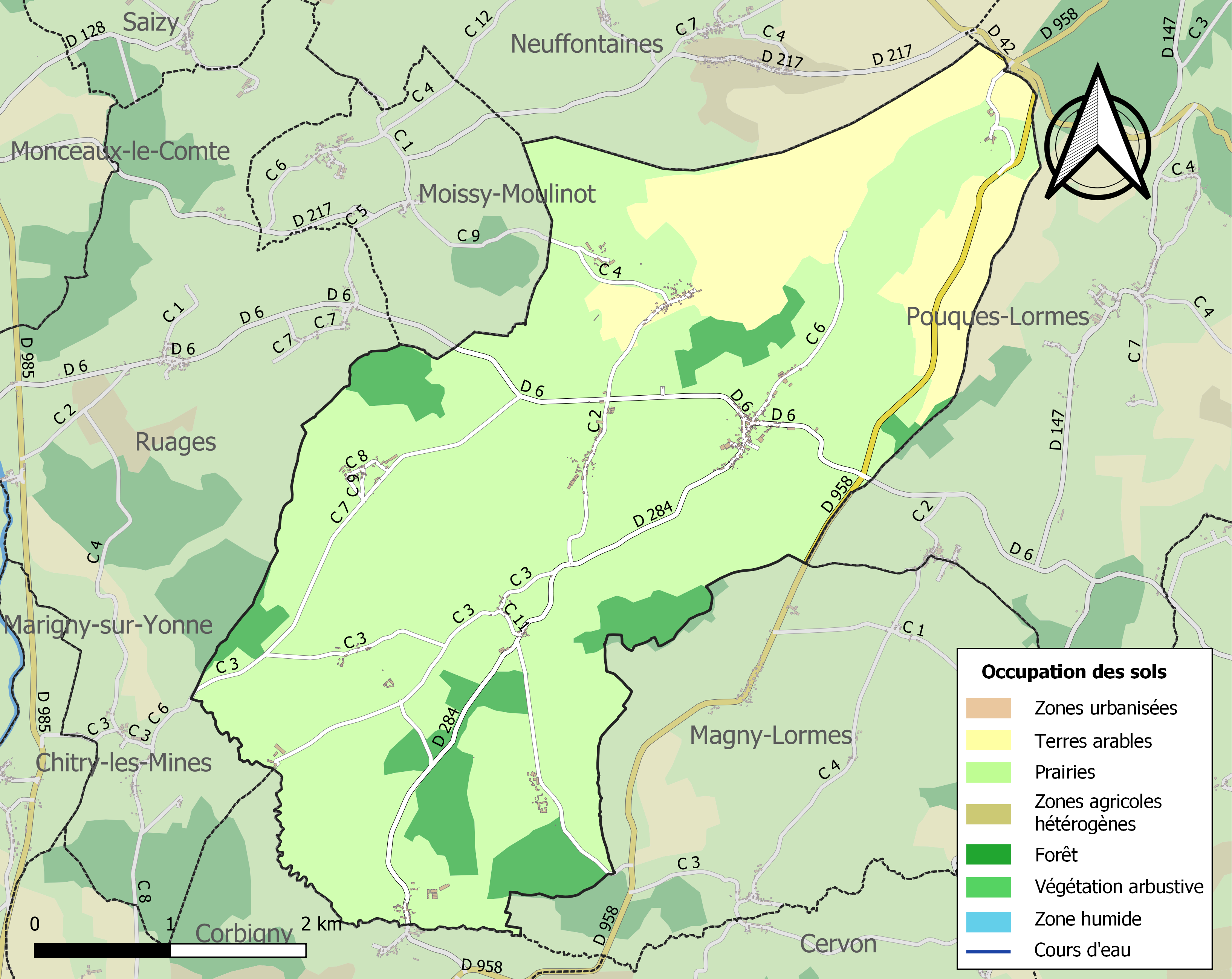
Carte des infrastructures et de l'occupation des sols de la commune en 2018 (CLC).

## Histoire
Le 8 mars 1901 fut délivrée à Lazare François d'Anthien l'autorisation d'exploiter la source de la commune. L'eau minérale d'Anthien obtint une grande médaille d'argent à l'Exposition internationale de Paris de 1902.

## Politique et administration
| Période                                  | Période  | Identité           | Étiquette | Qualité  |
| ---------------------------------------- | -------- | ------------------ | --------- | -------- |
| mars 2001                                | 2014     | Jean Bouché-Pillon |           | Retraité |
| mars 2014                                | En cours | Alain Perrève      | SE        | Retraité |
| Les données manquantes sont à compléter. |          |                    |           |          |

## Démographie
L'évolution du nombre d'habitants est connue à travers les recensements de la population effectués dans la commune depuis 1793. Pour les communes de moins de 10 000 habitants, une enquête de recensement portant sur toute la population est réalisée tous les cinq ans, les populations de référence des années intermédiaires étant quant à elles estimées par interpolation ou extrapolation. Pour la commune, le premier recensement exhaustif entrant dans le cadre du nouveau dispositif a été réalisé en 2004.

En 2022, la commune comptait 168 habitants, en évolution de −7,69 % par rapport à 2016 (Nièvre : −3,28 %, France hors Mayotte : +2,11 %).
| 1793 | 1800 | 1806 | 1821 | 1831 | 1836 | 1841 | 1846 | 1851 |
| ---- | ---- | ---- | ---- | ---- | ---- | ---- | ---- | ---- |
| 871  | 844  | 816  | 883  | 927  | 930  | 958  | 960  | 957  |

| 1856 | 1861 | 1866 | 1872 | 1876 | 1881 | 1886 | 1891 | 1896 |
| ---- | ---- | ---- | ---- | ---- | ---- | ---- | ---- | ---- |
| 883  | 889  | 859  | 858  | 834  | 782  | 757  | 711  | 647  |

| 1901 | 1906 | 1911 | 1921 | 1926 | 1931 | 1936 | 1946 | 1954 |
| ---- | ---- | ---- | ---- | ---- | ---- | ---- | ---- | ---- |
| 628  | 651  | 579  | 456  | 440  | 412  | 380  | 346  | 303  |

| 1962 | 1968 | 1975 | 1982 | 1990 | 1999 | 2004 | 2006 | 2009 |
| ---- | ---- | ---- | ---- | ---- | ---- | ---- | ---- | ---- |
| 278  | 260  | 252  | 232  | 211  | 168  | 172  | 179  | 173  |

| 2014 | 2019 | 2022 | - | - | - | - | - | - |
| ---- | ---- | ---- | - | - | - | - | - | - |
| 181  | 169  | 168  | - | - | - | - | - | - |

## Culture locale et patrimoine

### Lieux et monuments
- Le château de Villemolin (XIVe, XVIIe et XIXe siècles) a servi de décor au film Le Mystère de la chambre jaune de Bruno Podalydès.
- Église Saint-Pierre (Saint-Pierre-aux-Liens), édifice reconstruit à la fin du XVIe siècle et agrandi au XIXe siècle, vitraux de Lobin à Tours, XIXe siècle, ouvert tous les jours, protection par grille, visite complète sur demande[18]. (Une autre église, Saint-Laurent, existait aussi à Anthien).

### Héraldique
| Blason de Anthien | Blason  | D'azur à la fasce bretessée d'or accompagnée en chef d'un cerf passant du même et en pointe d'un gril d'argent, la poignée en bas. |
| Blason de Anthien | Détails | Le statut officiel du blason reste à déterminer.                                                                                   |